# Rodrigo Espíndola
Rodrigo Federico Espíndola (Monte Grande, Buenos Aires, Argentina, 29 de julio de 1989 - Ib., 13 de mayo de 2016) fue un futbolista argentino que se desempeñaba como defensor.
Jugó para Chacarita, Racing Club y Nueva Chicago.
El 13 de mayo de 2016 fue asesinado por delincuentes en la puerta de su casa frente a su esposa y su hijo.

## Trayectoria

### Chacarita Juniors
Surgió de las divisiones inferiores del Club Atlético Chacarita Juniors que pertenecía a la Primera División de Argentina. En 2010 firmó contrato hasta 2013 con dicho club. Allí permaneció por tres años, habiendo sufrido dos descensos con el Funebrero: uno a la Primera B Nacional en 2010 y otro a la B Metropolitana en 2012. En 2013 su contrato finalizó y el defensor debió irse de la institución. Su único gol fue al Deportivo Moron descontando un 2-1 y haciendo el primer gol de una remontada 4-3

### Racing Club
A mediados de 2013 quedó libre y firmó con Racing Club debido a que el entrenador Luis Zubeldía lo necesitaba como una "apuesta a futuro". Solo jugó en el equipo reserva y no tuvo participación en la Primera. En 2014 vuelve a quedar con el pase en su poder y emigra de la institución.

### Nueva Chicago
A mediados de 2014, Espíndola es fichado por el Club Atlético Nueva Chicago de la Primera B Nacional, segunda división del fútbol argentino, habiendo conformado al entrenador Omar Labruna luego de estar a prueba durante semanas. Fue una pieza de recambio a lo largo de toda la temporada debido a la lesión de Nicolás Sainz. Disputó 3 partidos en el campeonato, donde su equipo logró el ascenso a la Primera División de Argentina.
Para la pretemporada 2015 todo indicaba que el jugador no iba a ser tenido en cuenta por el cuerpo técnico y que debería entrenarse con el plantel de reserva. Sin embargo, el defensor fue uno de los convocados para viajar a Necochea con el plantel profesional de Chicago para realizar la pretemporada allí. Durante la primera parte del primer semestre jugó solamente en el Torneo de Reserva, hasta que el entonces entrenador Alejandro Nanía decidió ponerlo de titular en la derrota 2 a 1 frente a Banfield por la fecha 8 del campeonato. Jugó también contra Boca y Racing aunque sufrió una contractura luego de ese partido y no volvió a jugar en el primer equipo. Disputó 6 partidos en ese campeonato y su equipo descendió a la Primera B Nacional.
Todo indicaba que no renovaría contrato, aunque debido a las bajas que sufrió el plantel, terminó extendiendo su vínculo con el club. Fue titular en la primera fecha del campeonato, donde su equipo derrotó 2 a 0 a Almagro. Le convirtió un gol a Santamarina de Tandil en la victoria de su equipo 2 a 0 por la fecha 7.

## Clubes
| Club              | País      | Año         |
| ----------------- | --------- | ----------- |
| Chacarita Juniors | Argentina | 2010 - 2013 |
| Racing Club       | Argentina | 2013 - 2014 |
| Nueva Chicago     | Argentina | 2014 - 2016 |

## Estadísticas
| Club                                                                | Partidos | Goles | Prom. · |
| ------------------------------------------------------------------- | -------- | ----- | ------- |
| Chacarita Juniors                                                   | 62       | 1     | 0,01    |
| Racing Club                                                         | 0        | 0     | 0,00    |
| Nueva Chicago                                                       | 19       | 1     | 0,05    |
| Total                                                               | 81       | 2     | 0,02    |
| Última actualización: Nueva Chicago vs. Chacarita Juniors, 09.03.16 |          |       |         |

## Palmarés
| Club          | Campeonato                 | País      | Año  |
| ------------- | -------------------------- | --------- | ---- |
| Nueva Chicago | Ascenso a Primera División | Argentina | 2014 |

## Asesinato
En la noche del 12 de mayo de 2016 fue herido de bala en el tórax tras resistirse a un robo. Falleció en la madrugada del día siguiente, a los 26 años de edad, en el Policlínico Ramón Santamarina de Esteban Echeverría.

### Repercusiones
El crimen conmovió al ambiente del fútbol argentino. Chacarita Juniors y Racing Club expresaron «su más profundo dolor». Además, el partido previsto entre Nueva Chicago y Central Córdoba por la fecha 16 del torneo de la B Nacional 2016 se postergó. Los demás partidos de la categoría se disputarían con normalidad. El crimen tuvo repercusión internacional viéndose reflejado en medios internacionales. A partir del crimen sucedieron diferentes marchas contra la inseguridad que pedían más presupuesto para la policía y la dimision de la ministra de seguridad Patricia Bullrich Y de la María Eugenia Vidal y su ministro de Seguridad, Cristian Ritondo, pidió «firmeza a la justicia».